# Modificació posttraduccional
La modificació post-traduccional (en anglès: Post-translational modification, (PTM)) d'una proteïna és un canvi químic que hi ocorre després de la seva síntesi proteica o translació.
Les modificacions posttraduccionals s'esdevenen mitjançant canvis químics dels aminoàcids que constitueixen les proteïnes i poden ser de molts tipus.

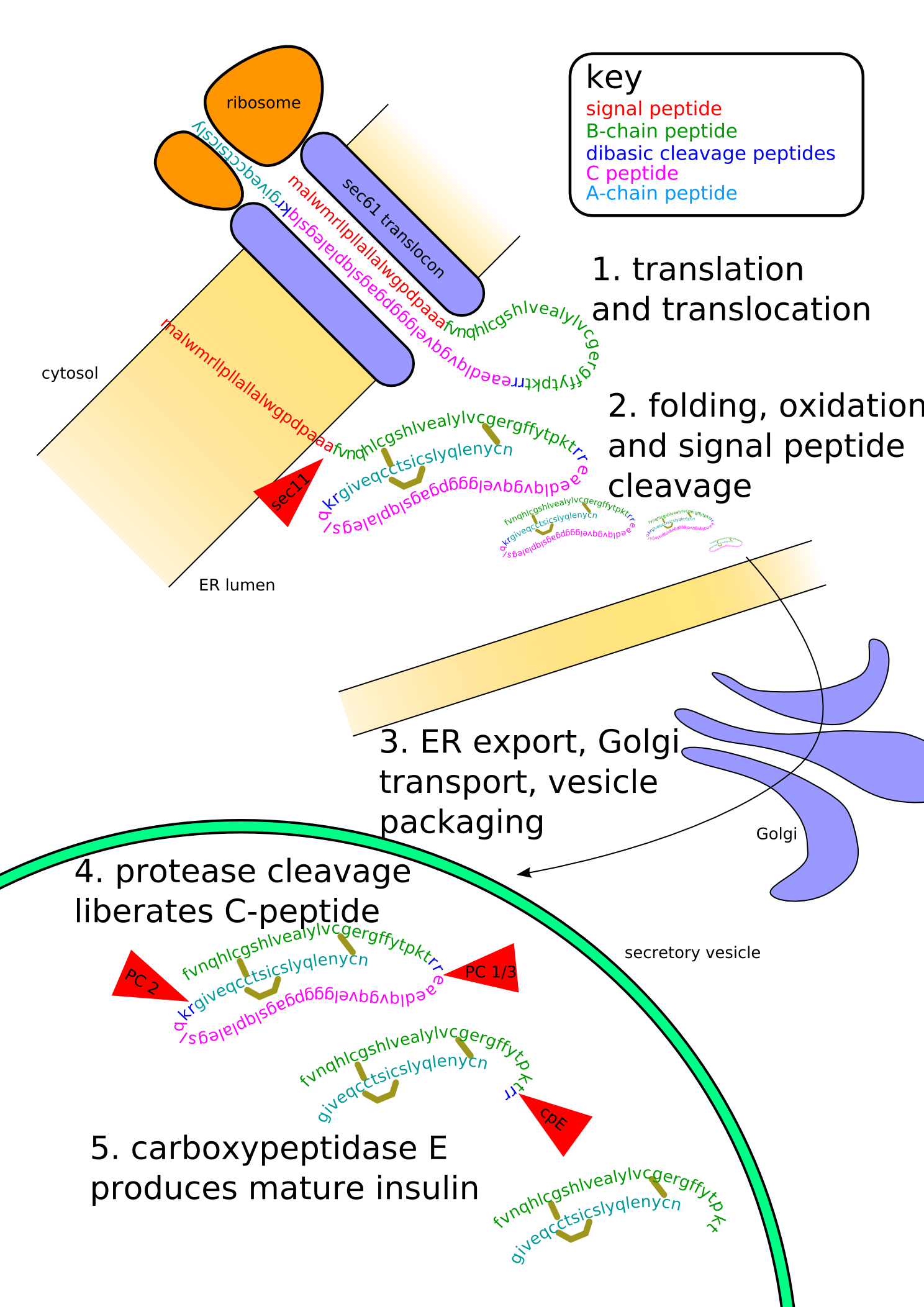
La part de sota d'aquest diagrama mostra la modificació de l'estructura primària de la insulina.

## Modificacions que afegeixen grups funcionals
- Acilació
- Fosforilació
- Metilació
- Hidroxilació
- Glucosilació
- Sulfonilació
- Prenilació
- Glicació
- Nitrosilació
- Nitració

## Modificacions que enllacen proteïnes
- Sumoilació
- Ubiquitinació: addició de la proteïna ubiquitina a proteïnes diana